# Die Verachtung
Die Verachtung ist ein Film von Jean-Luc Godard aus dem Jahr 1963. Die Hauptdarsteller sind Brigitte Bardot und Michel Piccoli. Nebenrollen spielen u. a. Fritz Lang, der sich selbst in der Rolle des Regisseurs darstellt, und Godard in zwei kurzen Auftritten als dessen Assistent. Der Titel des Films bezieht sich auf die weibliche Hauptfigur, Camille Javal, der – ausgelöst von einer einzigen Situation – plötzlich klar wird, dass sie ihren Mann, Paul, nicht mehr liebt, ihn sogar verachtet. Im Film kommt aber ebenso Godards Verachtung für die Entwicklung der Filmindustrie Hollywoods zum Ausdruck, wie sie personifiziert wird von der Figur des US-Produzenten Jeremy Prokosch, gespielt von Jack Palance.
Der Film basiert auf dem gleichnamigen Roman des italienischen Schriftstellers Alberto Moravia.

## Handlung
Die Ehe eines Drehbuchautors zerbricht während seiner Arbeit zu einem Film über die Irrfahrten des Odysseus. Seine Frau glaubt, er wolle sie an den Produzenten abtreten, um seine eigene Position zu sichern.
Alles beginnt mit einem Treffen des bis dahin nur als Krimiautor tätigen Schriftstellers Paul Javal mit dem Produzenten eines ins Stocken geratenen Filmprojektes in Cinecittà. Der Produzent zeigt sich unzufrieden mit der Umsetzung des Odysseus-Stoffes durch Fritz Lang (spielt sich selbst) und bittet Paul Javal, einige Szenen umzuarbeiten. Dieser willigt schließlich ein und soll für die Erarbeitung eines neuen Drehbuches die stattliche Summe von zehntausend Dollar erhalten.
Dann erscheint Pauls Ehefrau Camille ebenfalls in der Filmstadt. Der Produzent lädt zu einem Drink in sein Haus ein und bittet Camille, ihn zu begleiten. Erste Irritationen zwischen den Ehepartnern treten auf. Nur eine Person soll in dem Cabrio mitfahren können, sodass es zu der für Camille unbehaglichen Situation kommt, allein mit dem Produzenten zu fahren, während Paul mit der Assistentin zurückbleibt, um dann mit einem Taxi nachzukommen.
Sein verspätetes Eintreffen bei dem Haus des Produzenten treibt die Spannung zwischen dem Paar weiter voran. Zudem flirtet Paul in Gegenwart Camilles auch noch mit der Assistentin. Das Treffen endet mit einer Einladung der beiden nach Capri, wo sie Zeugen der Dreharbeiten zu der Odysseus-Verfilmung sein sollen.
Eine langanhaltende Sequenz in der halbfertigen Eigentumswohnung der Javals folgt, in der die beiden ihre Beziehung diskutieren, sich gegenseitig ihre Liebe schwören, um diese kurz darauf wieder aufzukündigen, sich an- und ausziehen, baden, sich schlagen und wieder versöhnen. Es sind Szenen einer ambivalenten Ehe, die auch etwas Tragikomisches haben. Für Zündstoff sorgt insbesondere die wiederkehrende Frage, ob die Reise nach Capri angetreten werden soll und wenn ja, allein oder zu zweit.
Die Frage wird nicht ganz ausdiskutiert, auch nicht in der anschließenden Szene bei einem Casting in einem Kinosaal, wo alle fünf Protagonisten wieder zusammentreffen. Aber unmittelbar darauf ist sie beantwortet, denn an die in Rom spielenden Szenen schließt sich nun der gemeinsame Aufenthalt auf Capri an. Beide, Paul und Camille, sind bei den Dreharbeiten anwesend. Wieder kommt es zu einer ähnlichen Situation wie in Cinecittà: Der Produzent bittet Camille, mit ihm das Filmset zu verlassen und vorauszugehen. Erneut ziert sich Camille, und wieder drängt Paul sie, ihrem eigenen Wunsch zu folgen – was immer der auch sei.
Nach einem Eklat zwischen dem Produzenten und Paul, der sich in den Fängen der kommerziellen Filmwirtschaft wähnt und plötzlich ablehnt, das Drehbuch zu schreiben, verlässt Camille Paul und teilt ihm in einem Abschiedsbrief mit, dass sie mit dem Produzenten nach Rom abgereist sei. Bei einem Autounfall kommen beide zu Tode, als der Produzent nach einem Kavalierstart aus einer Tankstelle heraus seinen Alfa Romeo genau zwischen einen Tankwagen und dessen Anhänger fährt – beflügelt durch Camilles Worte, „Steigen Sie in Ihren Alfa, Romeo, und wir werden sehen“ (Übers. aus dem franz. Original). Die letzte Einstellung zeigt Fritz Lang bei den Dreharbeiten zu Odysseus auf der Dachterrasse der Villa Malaparte auf Capri, nachdem Paul sich verabschiedet hat.

## Kritik
„Ein auf der Handlungsebene schlichter, beinahe belangloser Film, der seinen inszenatorischen Reichtum aber in einer Vielzahl von Zitaten und Anspielungen, Dopplungen und Brechungen offenbart und damit zu einem faszinierenden Dokument unermüdlicher (Selbst-)Reflexion wird.“

„Ein Film über den Film. Das äußere Geschehen wird kontrapunktiert durch Reflexionen während der Verfilmung der Odyssee. Ein intellektuell sehr anspruchsvolles Werk, dessen kühle Schönheit nur einen kleinen Kreis ansprechen wird. Diesem sei es auch […] zum Besuch empfohlen.“

## Hintergrund

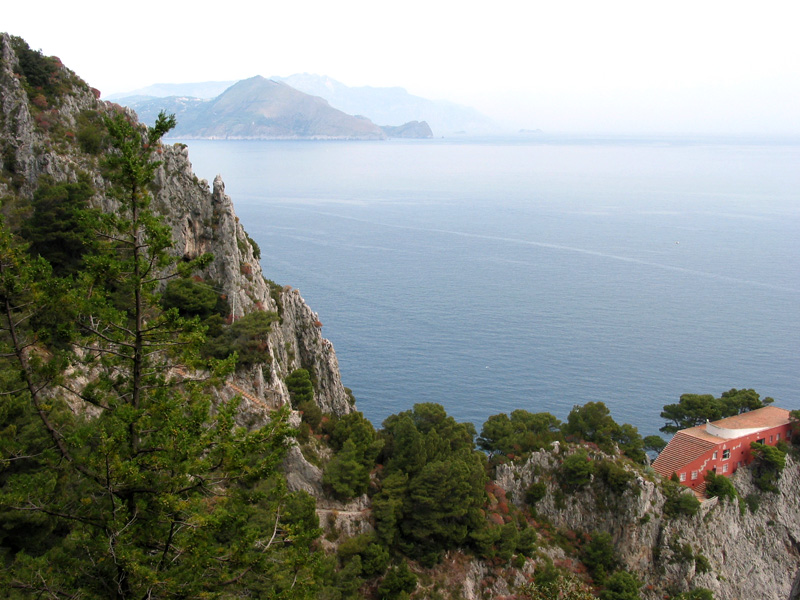
Casa Malaparte auf Capri

### Die nachgedrehte Eröffnungsszene
Auf Geheiß des Produzenten, der sich Sorgen um die Einspielergebnisse machte, musste Godard einige Nacktaufnahmen von Brigitte Bardot nachdrehen. Eigentümlicherweise fungieren diese nachgedrehten Szenen, die eine ganz eigene Ästhetik aufweisen, als Rückblenden und kreisen um einen – scheinbar – banalen, neckischen Dialog, der sich durch die Langsamkeit, das gedämpfte Licht und die tragische Musik mit Bedeutung auflädt und so zur wohl berühmtesten Szene des gesamten Films wurde. „Tu les trouves jolies, mes fesses? … Et mes seins, tu les aimes? … Qu’est-ce que tu préfères: mes seins ou la pointe de mes seins? …“, fragt Camille (Bardot) ihren Ehemann, während sie völlig unbekleidet bäuchlings auf dem Bett liegt (deutsch: Findest du meinen Hintern hübsch? … Und was ist mit meinen Brüsten, gefallen sie dir? … Was hast du lieber: die ganze Brust oder die Spitzen meiner Brüste? …) Diese Serie von Fragen, die nach und nach fast alle Teile ihres Körpers streift, scheint sich nicht nur an den Ehemann, sondern ebenso an die Filmproduzenten zu richten, die die Nacktheit des weiblichen Körpers für ihre Zwecke ausbeuten. Während der Dreharbeiten verhielten sich die echten Produzenten immer mehr wie die Figur, die Jack Palance im Film verkörpert – ihr Hauptinteresse galt schließlich den Nacktszenen. Trotzdem hatte der Film später an den Kinokassen nur mäßigen Erfolg.

### Drehort Casa Malaparte
Teile des Films wurden auf und in der berühmten Villa des deutsch-italienischen Schriftstellers Curzio Malaparte in Capri gedreht. Der Film gilt auch als Hommage an Fritz Lang und die Avantgarde-Architektur der Casa Malaparte. Ein Standbild aus dem Film – Michel Piccoli, die breite Steintreppe zur Dachterrasse der Casa Malaparte hochgehend – wurde 2016 für das offizielle Filmplakat der 69. Internationalen Filmfestspiele von Cannes verwendet.

### Synchronisation
Von James Monaco stammt die Annahme, dass Godard die Rolle der Dolmetscherin Francesca eingefügt hat, um eine Synchronisation in eine Zielsprache zu behindern. In der Originalfassung sprechen Paul und Camille Javal französisch, Jeremy Prokosch englisch, Fritz Lang deutsch, englisch und französisch, und die Italienerin Francesca übersetzt jeweils. Wenn nun alle Figuren eine Sprache sprechen, hat die Dolmetscherin keine Aufgabe mehr. Verhindert hat diese Idee Godards die Herstellung von Synchronfassungen nicht. Dies hat teilweise zu seltsamen Ergebnissen geführt: Es gibt offenbar eine Synchronfassung, in der die Stimme von Fritz Lang – in der Originalfassung der einzige, der alle drei Sprachen spricht – synchronisiert wurde. Auf der von Arthaus / Kinowelt vertriebenen DVD des Films spricht in der deutschen Synchronfassung Prokosch weiterhin englisch, Paul und Camille aber sprechen deutsch. Einmal zitiert Fritz Lang, für Paul und Camille, aus Hölderlins Gedicht Dichterberuf – auf Deutsch. Was bleibt der Übersetzerin zu tun? Sie übersetzt in dieser Synchronfassung ins Französische – aber für wen?

### Bruch mit gängigen Spielfilm-Konventionen
An diversen Stellen seines Films bricht Godard mit gängigen Spielfilm-Konventionen. Einige Beispiele: Die Credits werden nicht, wie sonst üblich, schriftlich auf Inserts oder Rolltiteln genannt, sondern auf die Bilder der ersten Einstellung des Films eingesprochen; das Ende des langen Disputs zwischen Paul und Camille in ihrer Wohnung, als die beiden einander gegenübersitzen, wird nicht im Schuss-Gegenschuss oder in einer Aufnahme gefilmt, die sie beide gleichzeitig zeigt, sondern in einer Einstellung, in der sich die Kamera ganz unabhängig vom jeweils Sprechenden oder Zuhörenden langsam vor ihnen hin- und herbewegt; an einer anderen Stelle dieses Disputs, und nur dieses eine Mal im Film, gibt es im Wechsel reflektierende Off-Kommentare sowohl von Paul als auch von Camille zu hören; in der Casting-Szene, als im „Silver Cine“ alle fünf Protagonisten im Kinosaal sitzen, wird der Ton plötzlich unrealistisch – der Ton wechselt ein paar Male abrupt zwischen lauter italienischer Schlagermusik, zu der sich eine Bewerberin und ein paar andere Leute auf der Bühne bewegen, einerseits und den Dialogen der Protagonisten andererseits, wobei dann für jeweils ein paar Sekunden von der Schlagermusik nichts mehr zu hören ist.

### Referenzen
Wie immer bei Godard gibt es Verweise auf zahlreiche andere Werke der Filmgeschichte. Einige Beispiele: An der Hauswand in Cinecittà, vor der Prokosch mit seinem roten Cabrio anhält, hängen große Plakate von Howard Hawks‘ Hatari! und der italienischen Fassung von Godards eigenem Film Vivre sa vie (Die Geschichte der Nana S.); als Paul seine Frau Camille und Fritz Lang miteinander bekannt macht, werden Langs Filme Rancho Notorious (Engel der Gejagten) und M erwähnt; als sich Camille über Paul mokiert – in der langen Szene in ihrer Wohnung –, weil er mit Hut auf dem Kopf und Zigarre im Mund in der Badewanne sitzt, antwortet er, das habe Dean Martin in Some Came Running (Verdammt sind sie alle) schließlich auch so gemacht; über dem Eingang des „Silver Cine“ ist in großen Lettern der Name des Films zu lesen, der dort auf dem Programm steht: Viaggio in Italia (Liebe ist stärker).

### An der Kinokasse
In Frankreich schauten sich den Film 235.000 Kinobesucher an, was für einen Film von Godard viel war, aber für einen Film mit Bardot wenig. Einer der Gründe dafür dürfte die Altersfreigabe ab 18 Jahre gewesen sein. Die Produktionskosten von 250 Millionen Francs (etwa eine Million US-Dollar und das Zehnfache des Budgets von Außer Atem) spielte Die Verachtung nicht wieder ein.